# You're Going to Lose That Girl
You're Going to Lose That Girl is een lied dat in 1965 werd uitgebracht op het album Help! van de Britse popgroep The Beatles. Het nummer werd door John Lennon en Paul McCartney samen geschreven in Lennons huis in Weybridge.
In de tweede speelfilm van The Beatles, Help!, is te zien hoe The Beatles You're Going to Lose That Girl spelen. Deze scène werd opgenomen in de Twickenham Film Studio te Londen. In deze studio zouden The Beatles later ook hun laatste speelfilm, Let It Be, opnemen. Voor de scène werd een geluidsstudio nagemaakt die waarschijnlijk moest lijken op de Abbey Road Studios, de plek waar The Beatles hun meeste nummers opnamen. De scène eindigt wanneer de bende die Ringo Starr de hele film achterna zit een gat zaagt in de vloer, waar Ringo daarna met drumstel en al doorheen valt.
You're Going to Lose That Girl was het laatste nummer dat The Beatles opnamen voordat ze naar de Bahama's vertrokken voor de opnamen van de speelfilm Help!. De basis van het nummer werd op 19 februari 1965 in twee takes opgenomen in de Abbey Road Studios. Lennon zong de liedtekst en McCartney en George Harrison zongen de achtergrondharmonieën. Daarna werden middels twee overdubs piano door McCartney en bongo's door Starr aan de opname toegevoegd.

## Credits
- John Lennon - zang, akoestische gitaar
- Paul McCartney - achtergrondzang, basgitaar, piano
- George Harrison - achtergrondzang, gitaar
- Ringo Starr - drumstel, bongo's